# United Nations Korea Medal
United Nations Korea Medal, Medal ONZ za Służbę w Korei – medal przyznawany w imieniu ONZ. Odznaczenie to otrzymywali żołnierze oddziałów walczących dla Korei Południowej przeciwko Korei Północnej w wojnie koreańskiej (25 czerwca 1950 – 27 lipca 1953).

## Opis
Medal z Brązu w kształcie tarczy o średnicy 35,5 mm (1,4 cala).
Na awersie emblemat ONZ.
Na rewersie widnieje napis w 5 liniach: FOR SERVICE IN THE DEFENCE OF THE PRINCIPLES OF THE CHARTER OF THE UNITED NATIONS (pol. Za służbę w obronie zasad Karty Narodów Zjednoczonych).
Tarcza medalu jest podłączona do konsoli z brązu, która w górnej części jest zwieńczona listwą z napisem KOREA.
Wszystkie napisy na medalu są w jednym z języków krajów uczestniczących w misji: amharskim, angielskim, francuskim, hiszpańskim, greckim, włoskim, niderlandzkim, koreańskim, tureckim lub tajskim.